# Carlos Blanco Pérez
Carlos Alberto Blanco Pérez (Madrid, 7 de marzo de 1986) es un escritor, teólogo, egiptólogo, filósofo, químico y académico español. Fue considerado como un niño prodigio.

## Biografía
El 24 de mayo de 1998, logró la calificación más alta en un curso de jeroglíficos ofrecido por la Asociación Española de Egiptología. Como resultado, el periódico español El Mundo lo consideró el egiptólogo más joven de Europa y el descifrador de jeroglíficos más joven del mundo. A la temprana edad de trece años, en 1999, se hizo popular por sus apariciones en el programa de televisión Crónicas marcianas, donde compartía sus conocimientos sobre temas históricos, científicos y filosóficos.
Con un cociente intelectual de 160, comenzó sus estudios universitarios a los quince años de edad. Obtuvo un doctorado en Filosofía por la Universidad Nacional de Educación a Distancia y otro en Teología por la Universidad de Navarra. También cuenta con una licenciatura en Química. En reconocimiento a sus logros fue elegido miembro de la World Academy of Art and Science en 2015 y de la Academia Europea de Ciencias y Artes en 2016.
Es autor de más de treinta libros y desde 2014 se desempeña como profesor titular acreditado de Filosofía de la Religión, Historia de las grandes religiones y Teoría del Conocimiento en la Universidad Pontificia Comillas en Madrid.Además, es miembro fundador de The Altius Society, una asociación internacional que organiza una conferencia anual en Oxford.

## Obras

### Libros
- Mentes maravillosas que cambiaron la humanidad (Libroslibres, 2007)
- Copérnico (Loguez Ediciones, 2008)
- Potencia tu mente (Libroslibres, 2009)
- Leibniz (Loguez Ediciones, 2010)
- Toda la cultura en 1001 preguntas (Espasa Libros, 2010)
- Why Resurrection? An Introduction to the Belief in the Afterlife in Judaism and Christianity (Pickwick, 2011)
- Filosofía, Teología y el Sentido de la Historia (Fundación José Antonio de Castro, 2011)
- Philosophy and Salvation. An Essay on Wisdom, Beauty, and Love as the Goal of Life (Pickwick, 2012)
- Conciencia y Mismidad (Dykinson, 2013)
- El pensamiento de la apocalíptica judía (Trotta, 2013)
- Lógica, ciencia y creatividad (Dykinson, 2014)
- Historia de la neurociencia (Biblioteca Nueva, 2014)
- Leonardo da Vinci o la tragedia de la perfección (De Buena Tinta, 2015)
- Grandes problemas filosóficos (Síntesis, 2015)
- La belleza del conocimiento (Siddharth Mehta, 2015)
- Athanasius (DidacBook, 2016), ISBN 978-84-15969-66-2
- Más allá de la cultura y de la religión (Dykinson, 2017)
- Libro de las recreaciones (Dauro, 2017)
- Atlas Histórico del Antiguo Egipto (Síntesis, 2017)
- Canto a lo desconocido (Ars Poética, 2017)
- La integración del conocimiento (Evohé, 2018), ISBN 978-84-9483-070-9
- Dios, ciencia y filosofía. De lo racional a lo divino (Editorial Almuzara, 2019)
- Logos y Sofos. Diálogo sobre la ciencia y el arte (Dauro, 2020)
- La infinitud de la belleza (Sapere Aude, 2020)
- Las fronteras del pensamiento (Dykinson, 2022)
- El sentido de la libertad (Herder Editorial, 2023)
- Análisis y Síntesis (Tirant lo Blanch, 2023)
- Entre el todo y la nada (Editorial Verbum, 2023)
- Belleza, utopía y existencia (Didacbook, 2023)
- Doce filosofías para un nuevo mundo (et al., Fundación Banco Santander, 2024)
- Mundos perdidos (Dauro, 2024)

### Artículos
- Disco de Phaistos: Investigaciones para una traducción bajo un punto de vista gramático e histórico (Coslada, diciembre de 1998; registro de la propiedad intelectual 80716, 16/02/99)
- Estudio comparativo entre el desciframiento de las escrituras jeroglíficas egipcia y maya (Amigos de la Egiptología, septiembre 2001)
- El Éxodo: aspectos literarios, arqueológicos y teológicos (Ediciones Universidad San Dámaso, 2004; Estudios bíblicos, Vol. 62, Cuaderno 3)
- El nacimiento de la civilización egipcia (Amigos de la Egiptología, marzo 2005)
- Leibniz y la teoría de la relación (Thémata n. 34, 2005)
- El concepto de creación en la teología menfita (Ediciones Universidad San Dámaso, 2006; Estudios bíblicos, Vol. 64, Cuaderno 1)
- God, the future, and the fundamentum of history in Wolfhart Pannenberg (Universidad Pontificia Comillas, 2012)
- The Role of Presuppositions in the Social Sciences (Universidad Pontificia Comillas, 2017)